# Johan Christoffer von Morian (1694–1766)
Johan Christoffer von Morian, tidigare Morian, född 30 mars 1694, död 13 februari 1766 i Bjärnå församling, Åbo län, var en finländsk ämbetsman.

## Biografi
Johan Christoffer von Morian föddes 1694. Han var son till Christian Eberhard Morian. Han blev 15 mars 1717 student vid Uppsala universitet och blev 9 januari 1719 extraordinarie kanslist vid kungliga kansliet. von Morian blev 2 december 1722 ordinarie kanslist på beskickningen med svenska extraordinarie envoyen, friherre Cedercreutz. Han blev 29 december 1727 kommissionssekreterare vid ryska hovet. von Morian adlades 17 september 1739 till von Morian och introducerades 1743 i Sveriges Riddarhus som nummer 1873. Han blev 24 juli 1744 lagman i Norrfinne lagsaga och avled 1766 på Mälkkilä.

### Egendom
von Morian ägde Sarvlax i Pernå socken och Mälkkilä i Bjärnå socken.

### Familj
von Morian gifte sig första gången 17 december 1747 på Kvidja i Pargas socken med friherrinnan Hedvig Helena Creutz (1723–1765), dotter till majoren friherre Carl Johan Creutz och friherrinnan Beata Charlotta Wrede af Elimä. Hedvig Helena Creutz var änka efter kaptenlöjtnanten Daniel Caméen. von Morian och Creutz fick tillsammans barnen Carl Johan von Morian (1749–1753), Juliana Charlotta von Morian (1750–1826) som var gift med majoren Ture Ludvig von Köhler, Johan Christoffer von Morian (1751–1751), lagmannen Johan Christoffer von Morian (1752–1811), Beata Helena von Morian (1754–1841) som var gift med översten Johan Henrik Hästesko af Målagård, Hedvig Clara von Morian (1757–1767) och översten Carl Axel von Morian (1762–1817).
Han gifte sig andra gången 1 december 1765 med grevinnan Renata Charlotta Nieroth (1722–1789), dotter till majoren greve Reinhold Nieroth och friherrinnan Hedvig Ulrika Creutz.